# Rune Elmqvist

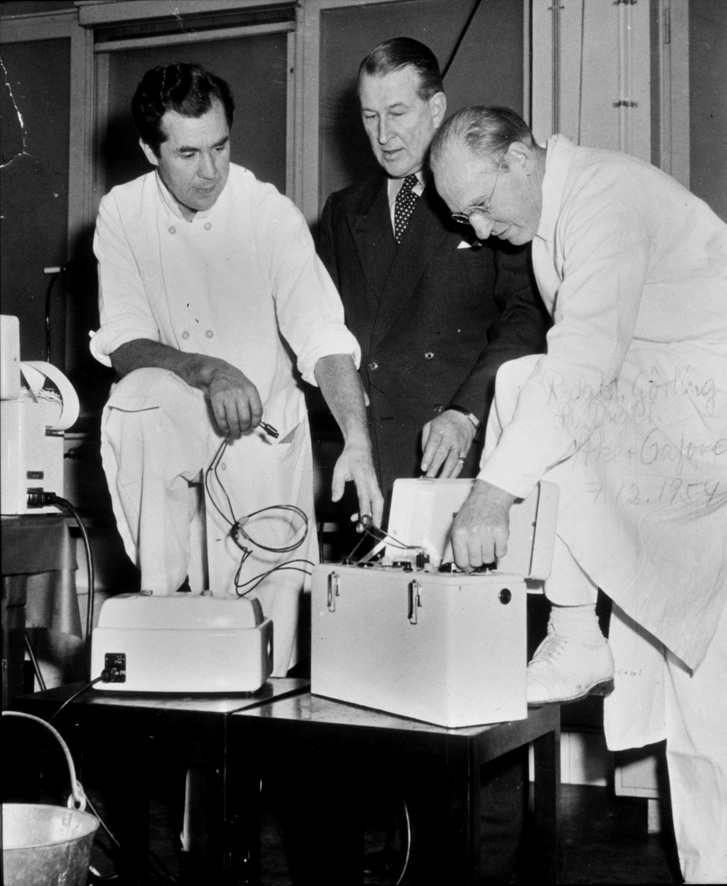
Senning, Elmqvist & Crafoord (von links nach rechts)

Rune Elmqvist (* 1. Dezember 1906 in Lund; † 15. Dezember 1996 ebenda) war ein schwedischer Ingenieur und Erfinder.
Elmqvist entwickelte den ersten implantierbaren Herzschrittmacher in Zusammenarbeit mit dem Chirurgen Åke Senning und war an der ersten Implantation eines Herzschrittmachers am 8. Oktober 1958 bei dem Patienten Arne Larsson maßgeblich beteiligt.
Elmqvist ist in erster Linie als Ingenieur und Erfinder zu sehen, Medizin hatte er zwar studiert, die Tätigkeit eines praktizierenden Arztes dauerhaft jedoch nicht ausgeübt. Während seiner Tätigkeit am Universitätskrankenhaus von Lund baute er 1931 ein Mehrkanal-EKG. 1948 schließlich gelang ihm bei der Firma Elema-Schönander die Entwicklung des sogenannten mingograph, des ersten EKG-Tintenstrahldruckers.

### Primärliteratur
- Rune Elmqvist, Åke Senning: An implantable pacemaker for the heart. In: C.N. Smyth (Hrsg.): Medical electronics: Proceedings of the second international conference on medical electronics, Paris, June 1959. London 1960.

### Sekundärliteratur
- Ingvar Karlof, Seymour Furman: Rune Elmqvist, M.D. 1906 to 1996. In: Pacing and Clinical Electrophysiology. Band 20, Nr. 4, 1997, ISSN 0147-8389, S. 1002.
- Kirk Jeffrey: Elmqvist, Senning, and the rechargeable pacemaker. In: Machines in Our Hearts: The Cardiac Pacemaker, the Implantable Defibrillator, and American Health Care. JHU Press, Baltimore, Maryland 2001, ISBN 978-0-8018-6579-4, S. 90–92.
- Berndt Lüderitz: Profiles in Cardiac Pacing and Electrophysiology. Blackwell Pub., Malden, Mass., 2005, ISBN 978-1-4051-3116-2, S. 30.